# BBC Radio 2
BBC Radio 2 é uma emissora de rádio nacional pertencente à BBC. Transmite conteúdo geral e programação musical voltada ao segmento Hot AC e Indie. É uma das emissoras mais ouvidas no Reino Unido, com uma audiência estimada de 12,6 milhões de ouvintes por semana.
Os programas da emissora são transmitidos por uma rede de transmissores FM de mais de 250 kW, sendo o sinal em FM mais forte da Europa, além da programação estar disponível ao vivo 24 horas pela Internet em todo o mundo.

## Programação

Antigo logotipo da BBC Radio 2.

| - The Blagger's guide. Com David Quantick. Comédia. - Bob Harris Country. Com Bob Harris. Música country. - Bob Harris Classics. Com Bob Harris. Música clássica. - Don't start me talking. História da música pop. - Eleine Paige. Músicas de trilhas sonoras e de filmes musicais. - Jeremy Vine. Exploração dos temas do dia à hora de comer. - Jonathan Ross - Mark Lamarr sits in. 3 horas de músicas e piadas. - Ken Bruce. A melhor música, para todas as manhãs da semana. | - Mark Lamarr. Com a melhor música dos últimos 70 anos. - Mark Lamarr's Alternative Sixties . A melhor música dos anos 60. - Pete Mitchell. Pete Mitchell Apresenta o melhor da música e entrevistas. - Sarah Kennedy. Noticias e música todos os días. - Steve Wright in the afternoon. Todas as tardes de "Big Show". - Your Hundred Best Tunes. Uma hora semanal dos clássicos favoritos do ouvinte. |

## Controladores da BBC Radio 2
- 1967–1968: Robin Scott
- 1968–1976: Douglas Muggeridge
- 1976–1978: Derek Chinnery
- 1978–1980: Charles McLelland
- 1980–1984: David Hatch
- 1984–1990: Bryant Marriott
- 1990–1995: Frances Line
- 1996–2003: James Moir
- 2004–presente: Lesley Douglas